# Acronicta phaedra
Acronicta phaedra är en fjärilsart som beskrevs av George Francis Hampson 1910. Acronicta phaedra ingår i släktet Acronicta och familjen nattflyn. Inga underarter finns listade i Catalogue of Life.